# Jan Fifagrowicz
Jan Fifagrowicz (ur. 1924 w Strzałkowicach, zm. 18 marca 2017 w Trzeboszowicach) – polski uczestnik II wojny światowej, kapitan WP, kawaler Orderu Virtuti Militari.

## Życiorys
Urodził się w Strzałkowicach koło Sambora. W trakcie II wojny światowej jako zwiadowca w kompanii desantowej brał udział między innymi w zdobyciu twierdzy Kołobrzeg w 1945 (Bitwa o Kołobrzeg) za co został odznaczony Orderem Virtuti Militari. W trakcie działań wojennych stracił lewą rękę. W 2015 został odznaczony Kombatanckim Krzyżem Zwycięstwa. W momencie poprzedzającym śmierć był ostatnim na Opolszczyźnie kawalerem Orderu Virtuti Militari. Zmarł 18 marca 2017 i został pochowany na cmentarzu parafialnym w Trzeboszowicach.